# سفیر ایالات متحده آمریکا در ایران
سفیر ایالات متحده در ایران (انگلیسی: United States Ambassador to Iran) به نماینده دولت ایالات متحدهٔ آمریکا در ایران اطلاق می‌شود. پیش از سال ۱۹۴۴، ایالات متحده در ایران سفیر نداشت و به‌جای آن وزیر دیپلمات به ایران اعزام می‌شد. اولین سفیر در سال ۱۹۴۴ به ایران اعزام گردید. 
پس از بحران گروگان‌گیریِ کارمندان سفارت ایالات متحده در ایران و آزادی آنها پس از ۴۴۴ روز، عملاً سفارت تعطیل شد و تا کنون روابط در سطح حافظ منافع تعیین گردیده‌ است. هم‌اکنون سفارت سوئیس در تهران، مسئولیت حفاظت منافع آمریکا در ایران را بر عهده دارد.

## فهرست سفیران
- هنری هریس جسوپ - برای پست کاردار کاندید شد اما پیش از تأیید بازگشت.
- ساموئل گرین بنجامین (۱۸۸۳–۱۸۸۵) - تقریباً اولین، شارژدافِر، اما فوراً به Minister Resident ارتقا یافت.
- Bayless W. Hanna (۱۸۸۵) - Minister Resident - برای پذیرش پست سوگند یاد کرد اما به ایران نرفت.
- Frederick H. Winston (۱۸۸۶–۱۸۸۵) - Minister Resident
- E. Spencer Pratt (۱۸۹۱-۱۸۸۶) - Minister Resident
- Truxtun Beale (۱۸۹۲–۱۸۹۱) - Minister Resident
- Watson R. Sperry (۱۸۹۳–۱۸۹۲) - Minister Resident
- الکساندر مک‌دونالد (۱۸۹۳–۱۸۹۷) - وزیر مختار، بعداً Minister Resident
- Arthur S. Hardy (۱۸۹۹–۱۸۹۷) - Minister Resident
- William P. Lord (۱۸۹۹) - would have been Minister Resident، اما declined appointment
- Herbert W. Bowen (۱۹۰۱-۱۸۹۹) - Minister Resident
- Lloyd C. Griscom (۱۹۰۱–۱۹۰۲) - وزیرمختار
- ریچموند پیرسون (۱۹۰۲–۱۹۰۷) - وزیرمختار
- جان برینکرهاف جکسون (۱۹۰۷–۱۹۰۹) - وزیرمختار
- چارلز دبلیو راسل (۱۹۰۹–۱۹۱۴) - وزیرمختار
- جان اِل کالدوِل (۱۹۱۴–۱۹۲۱) - وزیرمختار
- جوزف شائول کورنفلد (۱۹۲۱–۱۹۲۴) - وزیرمختار
- هافمن فیلیپ (۱۹۲۵–۱۹۲۸) - وزیرمختار
- چارلز سی. هارت (۱۹۲۹-۱۹۳۳) - وزیرمختار، آخرین envoy accredited در ایران
- William H. Hornibrook (۱۹۳۴–۱۹۳۶) - وزیرمختار
- گوردون پی. مریام (۱۹۳۶–۱۹۳۷) - شاژدافِر
- کورنلیوس فان اچ. انگرت (۱۹۳۷–۱۹۴۰) - شارژدافِر
- لویس جی. دریفوس، جونیور (۱۹۴۰–۱۹۴۳) - وزیرمختار
- للند بی. موریس (۱۹۴۴–۱۹۴۵) - اولین سفیر
- والاس موری (۱۹۴۵–۱۹۴۶)
- جرج وی آلن (۱۹۴۶–۱۹۴۸)
- جان سی. ویلیس (۱۹۴۸–۱۹۵۰)
- هنری اف. گرِیدی (۱۹۵۰–۱۹۵۱)
- لوی دبلیو. هندرسن (۱۹۵۱–۱۹۵۴)
- جولیوس سی. هولمز - نامزد شد، اما nomination withdrawn before approved
- سلدن چاپین (۱۹۵۵–۱۹۵۸)
- ادوارد تی. ویلیس (۱۹۵۸–۱۹۶۱)
- جولیوس سی. هولمز (۱۹۶۱–۱۹۶۵)
- آرمین اچ. مِیِر (۱۹۶۵–۱۹۶۹)
- داگلاس مک‌آرتور دوم (۱۹۶۹–۱۹۷۲)
- جوزف اس. فارلند (۱۹۷۲–۱۹۷۳)
- ریچارد هلمز (۱۹۷۳–۱۹۷۷)
- ویلیام سالیوان (۱۹۷۷–۱۹۷۹)
- والتر ال. کاتلر - نامزد شد، اما توسط ایران رد شد.
- بروس لینگن (۱۹۷۹) - کاردار seized with the embassy در ۴ نوامبر ۱۹۷۹. بعدها آزاد شد.